# Adolf Grünhut
Adolf Grünhut (* 28. Februar 1875 in Brünn, Mähren; † 1. November 1933 in Frankfurt am Main) war ein deutscher Opernsänger (Tenor).

## Leben
Adolf Grünhut erhielt noch vor der Jahrhundertwende seine künstlerische Ausbildung und wirkte anschließend mehrere Jahrzehnte an der Oper Frankfurt als Erster Tenor im Chor bis zur Machtergreifung der Nationalsozialisten.
Obwohl er Jude war, wurde das Beschäftigungsverhältnis zunächst aufrechterhalten. „Seine Witwe erklärte unmittelbar nach dem Zweiten Weltkrieg, Grünhut sei am 30. Oktober 1933 ins Theater gerufen worden. Einen Tag darauf habe sie ihn in jämmerlichem Zustand vor der Haustür sitzend vorgefunden, „auf dem Rücken eine schändliche Karikatur“ befestigt. Von dieser Demütigung psychisch wie physisch schwer angeschlagen, verstarb Grünhut am 1. November 1933.“

## Anmerkung
1. ↑  Kay Weniger: Zwischen Bühne und Baracke. Lexikon der verfolgten Theater-, Film- und Musikkünstler 1933 bis 1945. Mit einem Geleitwort von Paul Spiegel. Metropol, Berlin 2008, ISBN 978-3-938690-10-9, S. 392.

| Personendaten    | Personendaten                 |
| ---------------- | ----------------------------- |
| NAME             | Grünhut, Adolf                |
| KURZBESCHREIBUNG | deutscher Opernsänger (Tenor) |
| GEBURTSDATUM     | 28. Februar 1875              |
| GEBURTSORT       | Brünn, Mähren                 |
| STERBEDATUM      | 1. November 1933              |
| STERBEORT        | Frankfurt am Main             |